# 平野俊夫
平野俊夫（1947年4月17日—）是日本生物學家、大阪大學第十七任校長、量子科學技術研究與發展組織第一副主席。主攻免疫學和腫瘤病理學。

## 生平

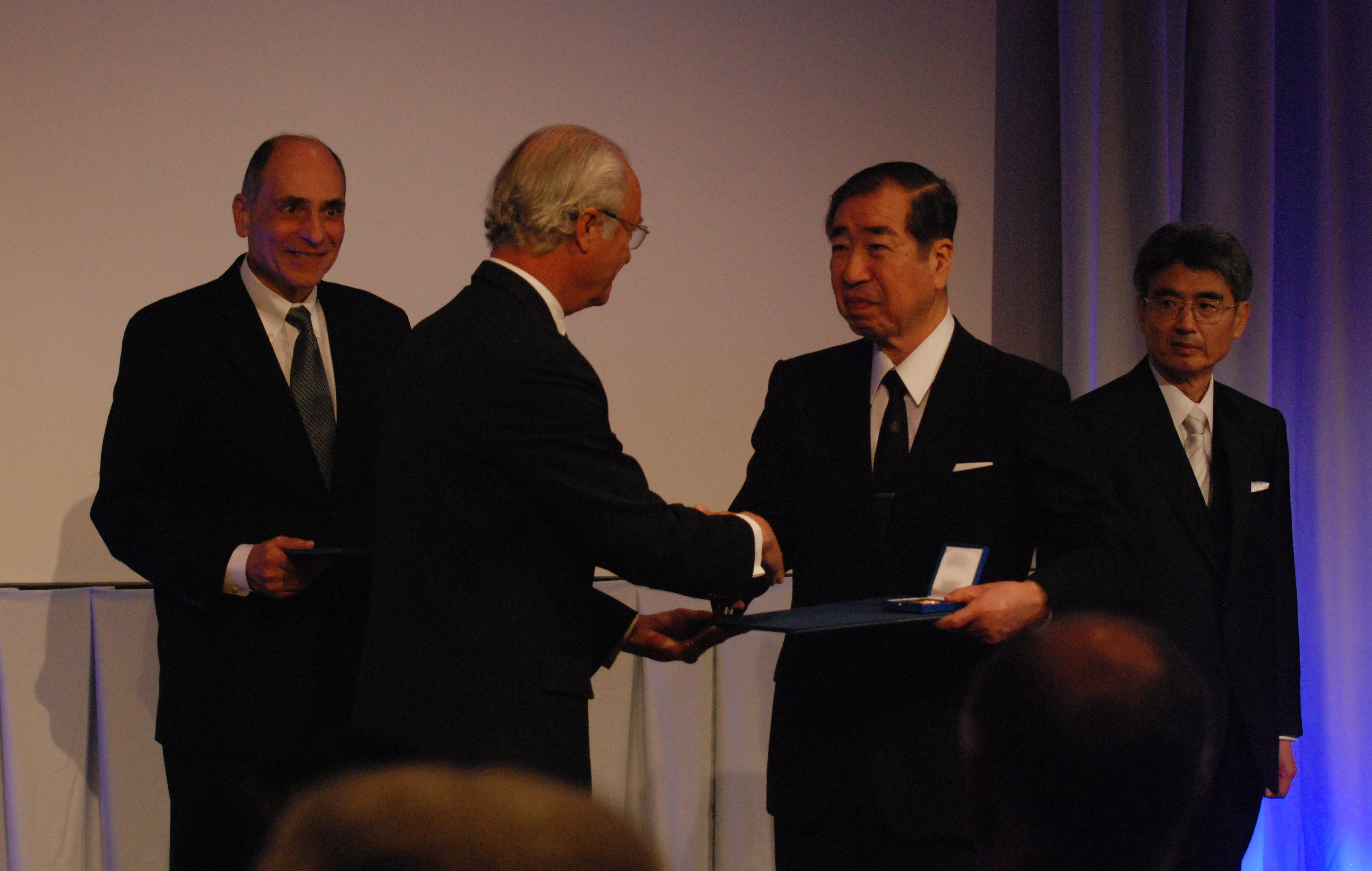
瑞典國王卡尔十六世·古斯塔夫頒發日本人首座克拉福德奖給岸本忠三（右二）、平野俊夫（右一）

1947年4月17日出生於日本大阪府，大阪府立天王寺高等学校、大阪大学医学部畢業，畢業後進入大阪大学医学部第三内科。
1980年至1984年間擔任熊本大学助教授，1984年轉任大阪大学細胞工学中心助教授，1989年升任教授。在此期間與岸本忠三共同發現了白介素-6（IL-6），並基於對IL-6及其受體、訊號傳輸與疾病關聯的一系列研究，確立其細胞因子的模型。
2011年8月，擔任大阪大学第17任總長（校長）。

## 荣誉

### 日本勋章奖章
- 紫绶褒章（2006年）
- 瑞宝大绶章（2022年11月3日公布[4]）

### 獲獎紀錄
- 1986年 - 第23屆貝爾茲獎[5]
- 1990年 - 第1屆諾華類風濕病醫學獎[6]
- 1992年 - THE SANDOZ PRIZE FOR IMMUNOLOGY (The understanding of the role of interleukin 6 including its significance of diseases)[7]
- 1997年 - 第15屆大阪科学獎[8]
- 1998年 - 第15屆持田記念学術獎《日語：》[9]
- 2000年 - ISI Citation Laureate Award, 1981-1998[10]
- 2004年 - 第45屆藤原獎（日语：藤原賞）[3]
- 2005年 - 平成17年度日本医師会医学賞[3]
- 2009年 - 克拉福德獎（與岸本忠三，日本首度）[11]
- 2011年 - 日本国際獎（與岸本忠三）[12]。
- 2021年 - 科睿唯安引文桂冠獎（諾貝爾獎候選人），與岸本忠三